# Mari Jungstedt
Kerstin Mari Jungstedt, född 31 oktober 1962 i Vantörs församling i Stockholm, är en svensk journalist och romanförfattare. Hon har tidigare arbetat som journalist på radio och TV. Sedan 2003 är hon verksam som deckarförfattare. Romanerna om kriminalkommissarien Anders Knutas har översatts till 17 språk och gjorts som tyskproducerad TV-filmserie.

## Biografi
Mari Jungstedt har arbetat som journalist vid Sveriges Radios Dagens Eko samt  SVT:s Rapport och det regionala nyhetsprogrammet ABC. Hon debuterade 2003 med spänningsromanen Den du inte ser, som handlar om seriemord på Gotland. I hennes följande romaner återkom personerna från debuten – kriminalkommissarie Anders Knutas och journalisten Johan Berg. Skådeplatsen är Gotland där författaren är bosatt på somrarna. 
Jungstedts romaner har blivit stora framgångar, både i Sverige och utomlands. Romanerna har översatts till ett 17-tal språk i och givits ut i 25 länder, medan den svenska försäljningen enligt Bonniers förlag nått 6,5 miljoner exemplar (2021).
2006–2007 spelades en serie på fyra långfilmer in på Gotland, baserat på Jungstedts deckarromaner. Den tyska produktionen, skapad av Anno Saul, Christiane Balthasar och Henriette Piper, fick titeln Der Kommissar und das Meer ("Kommissarien och havet"). Filmerna har även visats som en TV-serie uppdelad på 13 avsnitt. I denna TV-serie går Anders Knutas under namnet Robert Andersson. Både tyska och svenska skådespelare användes, och de svenska rösterna dubbades till tyska. När serien sedan skulle sändas i svenska TV4 dubbades den till svenska, eftersom det skulle bli märkligt för svenska tittare om alla skulle tala tyska när handlingen utspelades i Sverige. 
Jungstedt var en av programledarna i TV 4:s Förkväll.

## Familj och privatliv
Mari Jungstedt är bosatt i Stockholm och tidvis också på Gotland.
Mari Jungstedt har två barn från äktenskapet med journalisten Cenneth Niklasson. 

### Serie Anders Knutas
- Jungstedt, Mari (2003). Den du inte ser. Stockholm: Bonnier. Libris 8928042. ISBN 91-0-058157-7
- Jungstedt, Mari (2004). I denna stilla natt. Stockholm: Bonnier. Libris 9411260. ISBN 91-0-010439-6
- Jungstedt, Mari (2005). Den inre kretsen. Stockholm: Bonnier. Libris 9863928. ISBN 91-0-010698-4
- Jungstedt, Mari (2006). Den döende dandyn. Stockholm: Bonnier. Libris 10136275. ISBN 91-0-011111-2
- Jungstedt, Mari (2007). I denna ljuva sommartid. Stockholm: Bonnier. Libris 10415143. ISBN 978-91-0-011333-9
- Jungstedt, Mari (2008). Den mörka ängeln. Stockholm: Bonnier. Libris 10660580. ISBN 978-91-0-011821-1
- Jungstedt, Mari (2009). Den dubbla tystnaden. Stockholm: Bonnier. Libris 11287181. ISBN 978-91-0-012260-7
- Jungstedt, Mari (2010). Den farliga leken. Stockholm: Bonnier. Libris 11737707. ISBN 978-91-0-012439-7
- Jungstedt, Mari (2011). Det fjärde offret: [kriminalroman]. Stockholm: Albert Bonnier. Libris 12077070. ISBN 978-91-0-012582-0
- Jungstedt, Mari (2012). Den sista akten: [kriminalroman]. Stockholm: Bonnier. Libris 12504666. ISBN 9789100127671
- Jungstedt, Mari (2013). Du går inte ensam: [kriminalroman]. Stockholm: Bonnier. Libris 13818359. ISBN 9789100134334
- Jungstedt, Mari (2014). Den man älskar. Stockholm: Bonnier. Libris 14978798. ISBN 9789100138998
- Jungstedt, Mari (2016). Det andra ansiktet. Stockholm: Bonnier
- Jungstedt, Mari (2018). Ett mörker mitt ibland oss. Albert Bonniers Förlag.
- Jungstedt, Mari (2019). Jag ser dig. Albert Bonniers Förlag. ISBN 978-91-0-017348-7
- Jungstedt, Mari (2021). Där den sista lampan lyser. Albert Bonniers Förlag.
- Jungstedt, Mari (2023). Det slutna rummet. Albert Bonniers Förlag.
- Jungstedt, Mari (2024). Den sista utposten. Albert Bonniers Förlag.

#### Serie Gran Canaria
- Jungstedt, Mari; Eliassen Ruben (2015). En mörkare himmel. Serie ISBN 9789100142247[9]
- Jungstedt, Mari (2017). Det förlovade landet.

#### Serie Malagasviten
- Jungstedt, Mari (2020). Innan molnen kommer. ISBN 9789100183257
- Jungstedt, Mari (2022). Andra sidan månen. ISBN 9789100183318

### Översättningar
Jungstedts romaner har givits ut i översättning i ett 20-tal länder:
- (danska): Danmark (6 volymer, 2007–)
- (engelska): Storbritannien (6, 2007–) / USA/Kanada  (4)
- (estniska): Estland (2013–)
- (finska): Finland (17, 2006–)
- (franska): Frankrike  (3, 2007–)
- (grekiska): Grekland
- (italienska): Italien (2, 2011–)
- (katalanska): Spanien (5, 2009–)
- (nederländska): Nederländerna (7)
- (bokmål): Norge (5)
- (polska): Polen (7)
- (portugisiska): Brasilien (1) / Portugal (1, 2010)
- (ryska): Ryssland (3, 2011–)
- (spanska): Spanien (6)
- (tjeckiska): Tjeckien (1, 2012)
- (tyska): Tyskland (6)
- (ukrainska): Ukraina (1, 2015)

Uppdaterat: 3 juli 2013

## Filmatiseringar
- 2007 – Den du inte ser
- 2007 – I denna stilla natt
- 2007 – Den inre kretsen
- 2007 – I denna ljuva sommartid